# Нескучное (Сумская область)
Нескучное (укр. Нескучне) — село,
Искрисковщинский сельский совет,
Белопольский район,
Сумская область,
Украина.
Код КОАТУУ — 5920683503. Население по переписи 2001 года составляло 16 человек.

## Географическое положение
Село Нескучное находится на границе с Россией, на расстоянии до 1,5 км расположены сёла Бессаловка, Искрисковщина и Рогозное.
По селу протекает пересыхающий ручей с запрудами.
Рядом проходит железная дорога, станция Волфино.

## История
В 1946 г. Указом ПВС УССР хутор Султановка переименован в Веселиновку.